# Fernão Rodrigues Pacheco
D. Fernão Rodrigues Pacheco (1198 ~ 1251)  Foi nobre medieval e Rico-homem do Reino de Portugal que viveu durante o reinado de D. Afonso III de Portugal. Foi o primeiro da sua linhagem a utilizar a sobrenome Pacheco. 
Foi detentor do senhorio de Ferreira de Aves, freguesia portuguesa do conselho de Sátão, de que foi o 5.º senhor. Deteve o título de alcaide-mor do Castelo de Celorico da Beira.
A seu respeito conta-se a seguinte lenda:
Após a deposição do rei D. Sancho II de Portugal (1209 - 1248) em 1245, sendo o governo do reino confiado ao seu irmão, o infante D. Afonso III de Portugal, refugiou-se o primeiro em Toledo, no Reino de Castela. 
Fernão Rodrigues  Pacheco, alcaide-mor do Castelo de Celorico da Beira, fiel a D. Sancho II de Portugal, a quem prestara menagem, recusou-se a entregar o seu castelo ao regente, apesar de ser por este sujeito a um longo cerco durante o ano de 1246. 
Quando no Castelo de Celorico da Beira já se começava a sentir a fome, o alcaide-mor, inabalável, pediu aos Céus uma solução que não implicasse a perda da sua honra. Foi então que se apercebeu nos ares de uma águia que trazendo nas garras uma truta, apanhada no rio Mondego, e ao esvoaçar por sobre o castelo, a deixou cair. Este acontecimento sugeriu ao alcaide-mor um estratagema: Assim sendo, mandou fazer pão com a sua última farinha existente na praça e cozinhar a truta, enviando-o como presente ao príncipe regente, acompanhado pela mensagem: “que, se por fome o esperava tomar, que visse se os homens que daquela vianda eram bem abastecidos, se teriam razão de entregar-lhe, contra as suas honras, o castelo”. 
Impressionado, o príncipe mandou levantar o cerco, tendo o alcaide-mor mantido a sua menagem até ao falecimento do rei D. Sancho II de Portugal. Apenas após a morte de D. Sancho II Fernão Rodrigues Pacheco entrega o castelo a D. Afonso III. Este escolhe então Fernão Rodrigues para o seu conselho, decerto pela admiração da atitude leal que ainda hoje traz inscrito  o seu nome entre os exemplos preclaros de lealdade. Era, de facto, conselheiro de Afonso III pelo menos em 1251, ano em que, por exemplo, D. Afonso III o cita entre os seus “ricos-homens e fidalgos”.
Este acontecimento é recordado no brasão de armas de Celorico da Beira, exaltando a lealdade, o valor e astúcia da vila.

## Relações familiares
Foi filho de Rui Peres de Ferreira (1210 -?) e de Teresa Peres de Cambra (1200 -?) filha de Pedro Fernandes de Cambra (1180 -?) e de Maria Ourigues da Nóbrega (1180 -?). Casou com Constança Afonso de Cambra (1220 -?) filha de Afonso Anes de Cambra e de Urraca Pires de Ribeiradio, de quem teve:
1. D.João Fernandes Pacheco (1250 -?), 6.º Senhor de Ferreira, casou com Estevainha Lopes de Paiva (1260 -?) filha de Lopo Roiz de Paiva e de Teresa Martins Xira.